# Ławrientija
Ławrientija (ros. Лавре́нтия, Lavrentiya) – wieś w Rosji, w Czukockim Okręgu Autonomicznym. Stolica rejonu czukockiego.
W 2010 roku liczyła 1459 mieszkańców, we wsi mieszkało 30,2% populacji rejonu.